# Thaumasia niceforoi
Thaumasia niceforoi är en spindelart som beskrevs av Cândido Firmino de Mello-Leitão 1941. 
Thaumasia niceforoi ingår i släktet Thaumasia och familjen vårdnätsspindlar. Artens utbredningsområde är Colombia. Inga underarter finns listade i Catalogue of Life.